# Muhammad ibn Sa'id al-Tamimi
Muhammad ibn Sa'id al-Tamimi (littéralement en arabe : أبو عبد الله محمد بن سعيد التميمي ) aussi connu sous son surnom Al-Tamimi le médecin , était un médecin, pharmacien et arboriste arabe du Xe siècle.

## Biographie
Al-Tamimi né à Jérusalem dans le courant du Xe siècle, il a passé ses premières années à Jérusalem et aux alentours où il a étudié la médecine sous la tutelle de deux médecins locaux : Al-Hasan ibn Abi Nu'aym, et Anba Zecharia ben Thawabah. Rapidement il acquit une large connaissance des plantes et de leurs propriétés médicales, de sorte que son service dans ces domaines était très convoité. Il devient rapidement médecin personnel du gouverneur de Ramla, Al-Hassan Ibn Abdullah Ibn Tughj Al -Mastouli, avant d'être invité à venir s'installer dans la capitale fatimides du Caire, en Égypte.  
Vers 970, Al-Tamimi part s’installer au Caire, en Égypte, où il rédige un traité médical pour le vizir fatimides Yaqub ibn Killis.   Il s'est alors spécialisé dans la préparation de médicaments et de médicaments simples, mais il est surtout connu pour avoir concocté des remèdes réputés comme des antidotes efficaces contre les morsures de certaines espèces de serpents, notamment son tiryaq al-fārūq (littéralement: l'antidote du salut).
Parmi les contemporains d'al-Tamimi se trouvait le célèbre géographe arabe, Al-Muqaddasi, également originaire de Jérusalem. Comme Al-Muqaddasi, il retrace dans ses écrits de nombreuses anecdotes sur la géographie de la province de Palestine et les pratiques agronomiques de ses habitants, ainsi que ses ressources minérales.  

## Œuvres de Muhammad ibn Sa'id al-Tamimi
L'œuvre majeure d'Al-Tamimi est "Le Guide des principes de base de la nutrition et des propriétés des médicaments simples" (en arabe : كتاب المرشد الى جواهر الأغذيه وقوت المفردات من الأدويه),  aussi connu sous son nom abrégé, Al-Murshid dont seuls des extraits ont survécu de nos jours.
Ce travail qui traite des propriétés médicinales de certaines plantes et minéraux a jeté les bases de travaux ultérieurs écrits sur la médecine par d'autres auteurs, notamment par Abu Muhammad Ibn al-Baitar au Caire et Ali ibn Abd al-Aẓim al-Anṣāri en Syrie qui vont poursuivre ses travaux sur les remèdes et antidotes notamment face aux morsures et venins de scorpions et serpents. Le rabbin et médecin juif Maïmonide utilise et cite abondamment les livres d'Al-Tamimi.
Les livres de botanique d'Al-Tamimi ont été des sources importantes particulièrement pour les botanistes, car elles décrivaient en détail les caractéristiques reconnaissables des plantes utilisées dans les préparations pharmaceutiques, ainsi que la saison appropriée pour la collecte de telles plantes. 
Ses autres travaux médicaux importants comprennent:
- Māddat-ul-Baqā 'fi Iṣlāḥ Fasad il-Ḥawā w-al-taḥarruz min Ḍarar-il-Awbā` (L'extension de la vie en purifiant l'air de la corruption et la protection contre les effets pervers des pestes), un livre écrit pour le vizir fatimide, Ya'qub ibn Killis[3].
- Maqālah fī Māhīyat-ul-Ramad wa Anwā'uhū wa Asbābuhū wa 'Ilājuh (Traité sur la nature de l'ophtalmologie et ses types, causes et traitements)[4]
- Ḥabīb al-'arūs, wa-rayḥān al-nufūs (le bien-aimé de la mariée et le basilic des âmes [parfumé])[5]
- Miftāḥ al-Surrūr fī kul al-Hummūm (La clé du plaisir dans toutes les inquiétudes)[5]
- Plusieurs traités sur la façon de composer divers thériaques

## Héritages et Influences
Aujourd’hui seules des parties des ouvrages original d'Al-Tamimi ont survécu, une section du livre (chapitres 12, 13 et 14) qui traite  des roches et des minéraux, y compris l'asphalte, est aujourd'hui conservée à la Bibliothèque nationale de France à Paris, sous forme manuscrite (Paris MS. N ° 2870), composé de 172 pages.
D'autres chapitres de l'œuvre originale d'Al-Tamimi ont été copiées par Ali ibn Abd al-Aim al-Anṣāri en 1270, et sont maintenant conservées à la Bibliothèque nationale de médecine des États-Unis à Bethesda, Maryland. Les travaux d'Al-Tamimi en médecine et en pharmacologie sont une source inestimable pour comprendre les remèdes curatifs qui étaient utilisés en Syrie et en Palestine au début de la période musulmane jusqu'au XIIe siècle. Ils concernent souvent la vie quotidienne et les croyances des résidents locaux, ainsi que les usages pratiques des plantes, en particulier dans la région du Grand Jérusalem et du bassin de la mer Morte.